# رابرت السویت
رابرت السویت (انگلیسی: Robert Elswit؛ زادهٔ ۲۲ آوریل ۱۹۵۰) یک فیلم‌بردار اهل ایالات متحده آمریکا است.
وی همچنین برنده جوایزی همچون جایزه اسکار بهترین فیلمبرداری شده‌است.

## فیلم‌شناسی
| سال  | فیلم                              | کارگردان             |
| ---- | --------------------------------- | -------------------- |
| ۱۹۸۵ | The Sure Thing                    | راب رینر             |
| ۱۹۸۵ | Moving Violations                 | Neal Israel          |
| ۱۹۸۵ | Desert Hearts                     | Donna Deitch         |
| ۱۹۸۶ | Trick or Treat                    | چارلز مارتین اسمیت   |
| ۱۹۸۷ | Amazing Grace and Chuck           | مایک نیوول           |
| ۱۹۸۸ | Return of the Living Dead Part II | Ken Wiederhorn       |
| ۱۹۸۹ | How I Got Into College            | Savage Steve Holland |
| ۱۹۸۹ | Heart of Dixie                    | Martin Davidson      |
| ۱۹۹۰ | Bad Influence                     | کرتیس هنسن           |
| ۱۹۹۱ | Paris Trout                       | استیون جیلنهال       |
| ۱۹۹۲ | The Hand That Rocks the Cradle    | Curtis Hanson        |
| ۱۹۹۲ | Waterland                         | استیون جیلنهال       |
| ۱۹۹۳ | A Dangerous Woman                 | استیون جیلنهال       |
| ۱۹۹۴ | The River Wild                    | کرتیس هنسن           |
| ۱۹۹۶ | هشت سخت                           | پل توماس آندرسن      |
| ۱۹۹۶ | نعش کش (فیلم)                     | مت ریوز              |
| ۱۹۹۶ | پسرها                             | Stacy Cochran        |
| ۱۹۹۷ | شب‌های بوگی                        | پل توماس اندرسن      |
| ۱۹۹۷ | فردا هرگز نمی‌میرد                 | راجر اسپاتیس‌وود      |
| ۱۹۹۹ | ۸میلی‌متری                         | جوئل شوماخر          |
| ۱۹۹۹ | مگنولیا                           | پل توماس اندرسن      |
| ۲۰۰۰ | گزاف‌گویی                          | دان روس              |
| ۲۰۰۱ | Heist                             | دیوید مامیت          |
| ۲۰۰۲ | Impostor                          | گری فلدر             |
| ۲۰۰۲ | Punch-Drunk Love                  | پل توماس اندرسن      |
| ۲۰۰۳ | جیلی                              | مارتن برست           |
| ۲۰۰۳ | هیئت منصفه فراری                  | گری فلدر             |
| ۲۰۰۵ | شب به خیر و موفق باشید.           | جرج کلونی            |
| ۲۰۰۵ | سیریانا                           | استیون گیگان         |
| ۲۰۰۶ | American Dreamz                   | پال وایتز            |
| ۲۰۰۷ | مایکل کلیتون                      | تونی گیلروی          |
| ۲۰۰۷ | خون به پا خواهد شد                | پل توماس اندرسن      |
| ۲۰۰۸ | Redbelt                           | دیوید مامیت          |
| ۲۰۰۸ | دشت سوزان                         | Guillermo Arriaga    |
| ۲۰۰۹ | دورویی                            | تونی گیلروی          |
| ۲۰۰۹ | مردانی که به بزها خیره می‌شوند     | گرانت هسلو           |
| ۲۰۱۰ | شهر                               | بن افلک              |
| ۲۰۱۰ | سالت                              | فیلیپ نویس           |
| ۲۰۱۱ | مأموریت غیرممکن: پروتکل شبح       | برد برد              |
| ۲۰۱۲ | میراث بورن                        | تونی گیلروی          |
| ۲۰۱۴ | خباثت ذاتی                        | پل توماس اندرسون     |
| ۲۰۱۴ | شبگرد                             | دان گیلروی           |
| ۲۰۱۵ | مأموریت غیرممکن ۵                 | کریستوفر مک‌کوری      |